# Ascalorphne umbrina
Ascalorphne umbrina is een insect uit de familie van de vlinderhaften (Ascalaphidae), die tot de orde netvleugeligen (Neuroptera) behoort. 
Ascalorphne umbrina is voor het eerst wetenschappelijk beschreven door Gerstäcker in 1894.